# Сражение при Валтеци
Сражение при Валтеци (греч. Μάχη του Βαλτετσίου) — сражение, состоявшееся 12 (24) мая 1821 года между греческими повстанцами и османской армией. Эпизод осады города Триполицы.

## Предыстория
Греческая революция началась в феврале 1821 года в придунайских княжествах, а затем, в марте, на полуострове Пелопоннес. 23 марта греческие повстанцы, в основном маниоты, вошли без боя в столицу Месинии город Каламата. Теодорос Колокотронис считал, что нужно прежде всего брать Триполицу в Аркадии — турецкий оплот, расположенный в центре полуострова. 24 марта Колокотронис со своими 30 бойцами и приданным ему в последний момент отрядом маниотов в 270 бойцов направился в Аркадию.

## Организация блокады
Колокотронис стал методически организовывать кольцо блокады вокруг Триполицы и одновременно создавать армию из местных жителей, не имевших ни оружия, ни военного опыта, так как турки ограничивали и ношение оружия, и владение конями христианами. Исключением являлись свободные маниоты и клефты.
31 марта османы выступили из Триполицы и сожгли село Салеси (Σάλεση). Повстанцы разбежались из лагеря так же быстро, как и были собраны. Колокотронис остался «один со своим конём» и стал заново организовывать лагеря вокруг Триполицы. 
В апреле он смог организовать лагеря вокруг в Левидионе, Пьяне, Хрисовиционе, Вервене и Валтеци.

## Первый бой у Валтеци
Самый крупный лагерь, который сумел организовать Колокотронис, находился в Валтеци. В нём было 2 тысячи повстанцев. 24 апреля семь тысяч турок выступили из Триполицы в направлении к Вервене, но неожиданно повернули к Валтеци. Среди греков началась паника. Турки вошли в село и сожгли его. Подоспевшие из других лагерей Плапутас и Никитарас вынудили турок отступить. Но картина убитых жителей Валтеци устрашила многих, и большинство повстанцев из этого лагеря в очередной раз разбежалось по своим селам.
15 апреля четыре тысячи албанцев Мустафы-бея вошли в Патры и, пройдя через север Пелопоннеса, 6 мая вошли в Триполицу.

## Сражение при Валтеци
12 мая, получив подкрепление Мустафы-бея, 12 тысяч турок с артиллерией выступили против лагеря в Валтеци. 3 тысячи местных мусульман под командованием Руби-бея заняли позицию за Валтеци, 2 тысячи расположились на склоне Арахамитес. Конница расположилась у Франговрисо (Φραγκόβρυσο), чтобы помешать греческим подкреплениям из Вервены. 4-я колонна выстроилась перед позициями старика Митропетроваса. 5-я турецкая колонна, с артиллерией, направилась на юго-запад. Таким образом Валтеци был окружен со всех сторон.
Командир маниотов Кирьякулис Мавромихалис, увидев количество турок, крикнул: «Мы пропали!», но убедившись в том что окружен, он же воскликнул: «Мы спасены!». Оставалось или победить или погибнуть. Османам противостояли 2300 повстанцев.
Стратегия обороняющихся маниотов была построена на обороне четырех домов-башен. Командир Кирьякулис Мавромихалис оборонял первую башню с 120 бойцами. Илиас Мавромихалис — вторую, с 250 бойцами. Иоаннис Мавромихалис оборонял третью с 350 бойцами, и старик Митропетровас — четвертую с 80.
Руби-бей приготовился атаковать деревню и потребовал от повстанцев сдачи оружия. Получив отказ, он начал атаку. Турки продвинулись и отрезали повстанцев от воды, но всё же были остановлены и вынуждены просить подкрепления. Вскоре из других греческих лагерей к Валтеци подошли Колокотронис с 700 бойцами и Плапутас с 800. Руби-бей сам оказался меж двух огней. В сражении с местными мусульманами Руби-бея отличилась 40-летняя маниотка Ставриана Лакена.
Но основной удар турок пришелся на позиции Митропетроваса. 76-летний командир, сражаясь и командуя весь день, стоя и не пытаясь укрыться, удержал свои позиции. К полуночи сражение стихло, но с рассветом разразилось с новой силой. Руби-бей, зажатый с двух сторон, дал дымовой сигнал своим, что вынужден отступить. Видя этот сигнал, Колокотронис отдал приказ о всеобщей атаке. Турки в беспорядке бежали к Триполице.
Сражение продолжалось 24 часа. Османы потеряли 500 человек убитыми и 700 ранеными, греки — 150.
Греки достигли полной победы, захватив большое количество оружия и боеприпасов, включая пушки, что было важно для осады Триполицы.

## Последствия
Сражение при Валтеци было первой греческой победой такого масштаба:
- сражение подтвердило что организованные силы повстанцев могут противостоять османской армии;
- сражение усилило моральный дух повстанцев;
- сражение подтвердило, что османский контроль в центре Пелопоннеса ограничен стенами Триполицы[10].

Колокотронис в своих мемуарах писал: «Мы должны благодарить вечно этот день, как день, в который наша Родина приблизилась к Свободе».